# One Piece – Der Film
One Piece – Der Film ist der erste von bisher 14 Kinofilmen zur Anime-Serie One Piece, der auf der gleichnamigen Manga-Serie des Mangaka Eiichirō Oda basiert. Der Film wurde in Japan von Toei Animation produziert und wurde am 25. Februar 2011 in Deutschland durch Kazé Deutschland auf DVD veröffentlicht. Am 18. August 2012 wurde der Film im deutschen Fernsehen zum ersten Mal im Free-TV gezeigt.

## Handlung
Irgendwo im East Blue findet sich die Strohhut-Bande ohne Nahrung wieder. Die Schuld daran trägt der Kapitän der Crew, Monkey D. Ruffy, der die gesamten Nahrungsvorräte für einen Monat innerhalb von nur zwei Tagen verspeist hat. Mitten in den anschließenden Streit der Crew platzen drei unbekannte Piraten, die sich die Schätze auf dem Schiff unter den Nagel reißen. Noch während Ruffy damit beschäftigt ist, die drei Störenfriede samt deren Schiff zu beseitigen, taucht am Horizont ein weiteres fremdes Schiff auf. Im Durcheinander, das durch den Angriff des Schiffes ausbricht, werden Ruffy und Schwertkämpfer Zorro von Navigatorin Nami und Lysop getrennt.
Zorro und Ruffy können sich zusammen mit dem Jungen Tobio, welcher auf dem Schiff der drei unbekannten Piraten festgehalten wurde, auf das kleine Restaurant-Schiff von Tobios Großvater Ganzo retten. Dort erzählt Tobio, dass es sein Traum sei Woonan zu treffen, einen wahren Robin Hood unter den Piraten, der sich auf einer Insel niedergelassen hat. Diese Pläne passen dem Großvater nicht, der seinen Enkel sicher auf seinem Schiff als Nachfolger wissen möchte. Als es die vier in der Zwischenzeit auf eine verlassene Insel verschlägt, läuft Tobio voller Zorn von seinem Großvater davon, um endlich Woonan finden zu können. Ruffy und Zorro, die von Ganzo mit Stahlketten gefesselt worden waren, da sie die Rechnung für das verspeiste Essen nicht bezahlen konnten, heften sich an die Fersen des Jungen, um ihn bei der Verwirklichung seines Traums zu helfen.
In der Zwischenzeit hat sich Nami auf dem Schiff von El Dorago, dem Kapitän des unbekannten Schiffs, versteckt und erfährt, dass dieser eine Karte gefunden habe, um zu Woonans Insel zu kommen. Dort angekommen treffen El Doragos Piraten auf Lysop, welcher spontan erzählt, dass er ein guter Freund Woonans sei und wisse, wo er seine Gold Schätze versteckt habe, damit er von den Piraten nicht getötet wird. Er führt sie zu einem verlassenen Palast und als dann Nami wie aus dem Nichts erscheint und behauptet, dass die Schätze unter diesem Palast vergraben seien, sehen die beiden ihre Chance zur Flucht. Doch El Dorago hat nicht vor unter dem Palast nach dem Schatz zu graben, sondern benutzt seine Teufelskräfte um das Gebäude in Schutt und Asche zu legen.
Wie aus dem Nichts tauchen Ruffy und Zorro auf und stellen sich El Dorago. Doch, da die beiden nach wie vor gefesselt sind, werden sie durch ein Missgeschick Ruffys quer über die Insel zu einem nahegelegenen Hügel katapultiert. Das Durcheinander nutzen Nami und Lysop zu ihren Gunsten und flüchten ebenfalls.
Auf dem entlegenen Hügel befreit Nami die beiden von ihren Fesseln und die vier Piraten beschließen zusammen mit Tobio auf einen weit entfernten Berg zu wandern, wo laut einer Walstatue Woonans Hütte zu finden sein sollte. Während des Aufstiegs treffen sie auf Ganzo und erfahren, dass er in seiner Kindheit ein sehr guter Freund von Woonan gewesen sei. Woonan wollte schon in seiner Kindheit ein Pirat werden und alle Goldschätze der Welt sammeln, sehr zum Leidwesen von Ganzo, welcher sich damals zum Ziel setzte der beste Koch des East Blues zu werden. Während eines Streits fallen die beiden von einer Klippe und Ganzo wird dabei schwer verletzt. Aus Schuldgefühlen verließ Woonan seine Heimatinsel, um seinen Traum wahr werden zu lassen.
Nach der Geschichtsstunde fahren die Piraten, Ganzo und Tobio mit ihrem Aufstieg fort und finden auf der Spitze wie vermutet Woonans Hütte. In ihr entdecken sie einen Geheimgang, welcher in einen Keller unter der Hütte führt. Bevor sie sich aber über die Stufen nach unten begeben können, werden sie erneut von El Doragos Piraten angegriffen, wobei das Gebäude zerstört wird.
Ruffy stellt sich nun mit all seiner Kraft El Dorago entgegen und schafft es ihn mithilfe seiner eigenen Teufelskräfte bis ans andere Ende der Insel zu katapultieren. Auch die Piratenbande nimmt ihre Beine in die Hand und flüchtet vor dem unbesiegbaren Gummimenschen.

Nach dem Zwischenfall begeben sich Ruffy und die anderen in das Kellergewölbe, finden aber dort keine Schätze, sondern die letzten Überreste des bereits verstorbenen Woonan und eine Nachricht, in der er sich bei Ganzo für den Streit zwischen den beiden vor Jahren entschuldigt.

Nami stiehlt nun stattdessen alle Goldschätze, die auf El Doragos Schiff zu finden sind, und die Strohhutbande setzt die Segel zu neuen Abenteuern, hinterlässt aber das Versprechen, dass sie Tobio und Ganzo irgendwann wieder sehen werden.

## Synchronisation
Die deutsche Synchronisation wurde vom Münchner Synchronstudios der PPA Film GmbH produziert. Das Dialogbuch wurde von Inez Günther geschrieben, welche ebenfalls die Synchronregie übernommen hatte.
| Rolle           | Japanischer Sprecher (Seiyū)      | Deutscher Sprecher                            |
| --------------- | --------------------------------- | --------------------------------------------- |
| Monkey D. Ruffy | Mayumi Tanaka                     | Daniel Schlauch                               |
| Lorenor Zorro   | Kazuya Nakai                      | Philipp Brammer                               |
| Nami            | Akemi Okamura                     | Stephanie Kellner                             |
| Lysop           | Kappei Yamaguchi                  | Dirk Meyer                                    |
| Danny           | Shinsuke Kasai                    | Paul Sedlmeir                                 |
| Denny           | Toshihiro Ito                     | Gerd Meyer                                    |
| Donny           | Tsurumaru Sakai                   | Niko Macoulis                                 |
| El Dorago       | Kenji Utsumi                      | Willi Röbke                                   |
| Erzähler        | Ohba Mahito                       | Reinhard Brock                                |
| Ganzo           | Takeshi Aono Taiki Matsuno (Jung) | Walter von Hauff John-Alexander Döring (Jung) |
| Gorass          |                                   | Thomas Albus                                  |
| Tobio           | Yuka Imai                         | Claudia Schmidt                               |
| Woonan          | Nachi Nozawa Takeshi Kusao (Jung) | Matthias Klie Julian Manuel (Jung)            |

## Trivia
- Der Film wurde in Japan zusammen mit Digimon Adventure: Bokura no War Game! im Rahmen der Tōei Spring Anime Fair 2000 am 4. März 2000 in den Kinos gezeigt und spielte etwa 2,16 Milliarden Yen ein.[3][4]
- Obwohl zur Zeit der Uraufführung des Filmes Sanji bereits ein Mitglied der Strohhutbande im Manga war, entschied man sich gegen eine aktive Rolle im Film, da er in der Animeadaption noch nicht ein Teil der Crew war. Er wurde jedoch in einer Szene im Abspann des Filmes kurz an Bord des Baratie, einem Restaurant-Schiff, gezeigt.
- Die drei Mitglieder von El Doragos Piratenbande Danny, Denny und Donny haben einen erneuten Auftritt im zweiten One Piece Film Abenteuer auf der Spiralinsel!, dieses Mal aber als Teil der Trumpf Piratenbande.
- Im Abspann des Filmes kann man die Bremer Stadtmusikanten entdecken, wie sie gerade mit der Strohhutbande musizieren.